# Margareta Lidman
Margareta Lidman, född 1942 i Närkes Kil, är en svensk målare.
Lidman studerade vid Högre konstindustriella skolan, Konsthögskolan samt vid en privat målarskola i Stockholm. Hon har därefter företagit studieresor till Frankrike 1977 och 1982. Separat har hon ställt ut i bland annat Stockholm, Göteborg och Uppsala. Hon har medverkat i ett stort antal samlingsutställningar sedan 1962.
Bland hennes offentliga arbeten märks en emaljvägg i Stockholm. Lidman är representerad i ett flertal kommuner och landsting. 